# Amblystomus
Amblystomus  (лат.) — род жужелиц из подсемейства Harpalinae.

## Описание
Жуки мелких размеров, обычно в длину достигают 4—5 мм. Наличник спереди несимметричный. Надкрылья без точечных бороздок.

## Систематика
В составе рода более 20 видов, около 10 — в Европе.
- Amblystomus algirinus Reitter, 1887 — Европа, Северная Африка[4]
- Amblystomus anthracinus (Sloane, 1898)
- Amblystomus australis Motschulsky, 1864
- Amblystomus cephalotes Reitter, 1896
- Amblystomus escorialensis Gautier des Cottes, 1866
- Amblystomus gagatinus (Macleay, 1871)
- Amblystomus gracilis (Blackburn, 1888)
- Amblystomus laetus (Blackburn, 1888)
- Amblystomus levantinus Reitter, 1883
- Amblystomus mauritanicus (Dejean, 1829)
- Amblystomus metallescens (Dejean, 1829) — Восточная Палеарктика (в т.ч. Россия)[5]
- Amblystomus metallicus (Blackburn, 1888)
- Amblystomus minutus (Castelnau, 1867)
- Amblystomus montanus (Blackburn, 1891)
- Amblystomus niger (Heer, 1838)
- Amblystomus nigrinus Csiki, 1931
- Amblystomus obliquus (Sloane, 1898)
- Amblystomus ovalis (Sloane, 1900)
- Amblystomus palustris (Blackburn, 1888)
- Amblystomus parvus (Blackburn, 1888)
- Amblystomus picinus Baudi di Selve, 1864
- Amblystomus quadriguttatus (Motschulsky, 1858)
- Amblystomus raymondi Gautier des Cottes, 1861
- Amblystomus rectangulus Reitter, 1883
- Amblystomus sloanei Andrewes, 1936
- Amblystomus stenolophoides (Nietner, 1858)